# Zbawiciel w siłach
Zasugerowano, aby zintegrować ten artykuł z artykułem Maiestas Domini (dyskusja). Nie opisano powodu propozycji integracji.
Zbawiciel w siłach (Zbawiciel w majestacie, Zbawiciel tronujący między mocami) (gr. Kyrios ton dynameon; ros. Спас в силах trl. Spas w silach) – ikonograficzne przedstawienie Chrystusa Pantokratora, który zasiada w centrum ikony na tronie na tle trzech mandorli w formie czerwonego rombu, ciemnobłękitnego owalu i na dole czerwonego kwadratu. Podstawą ikony stały się prorocze wizje Ezechiela i Apokalipsa św. Jana.

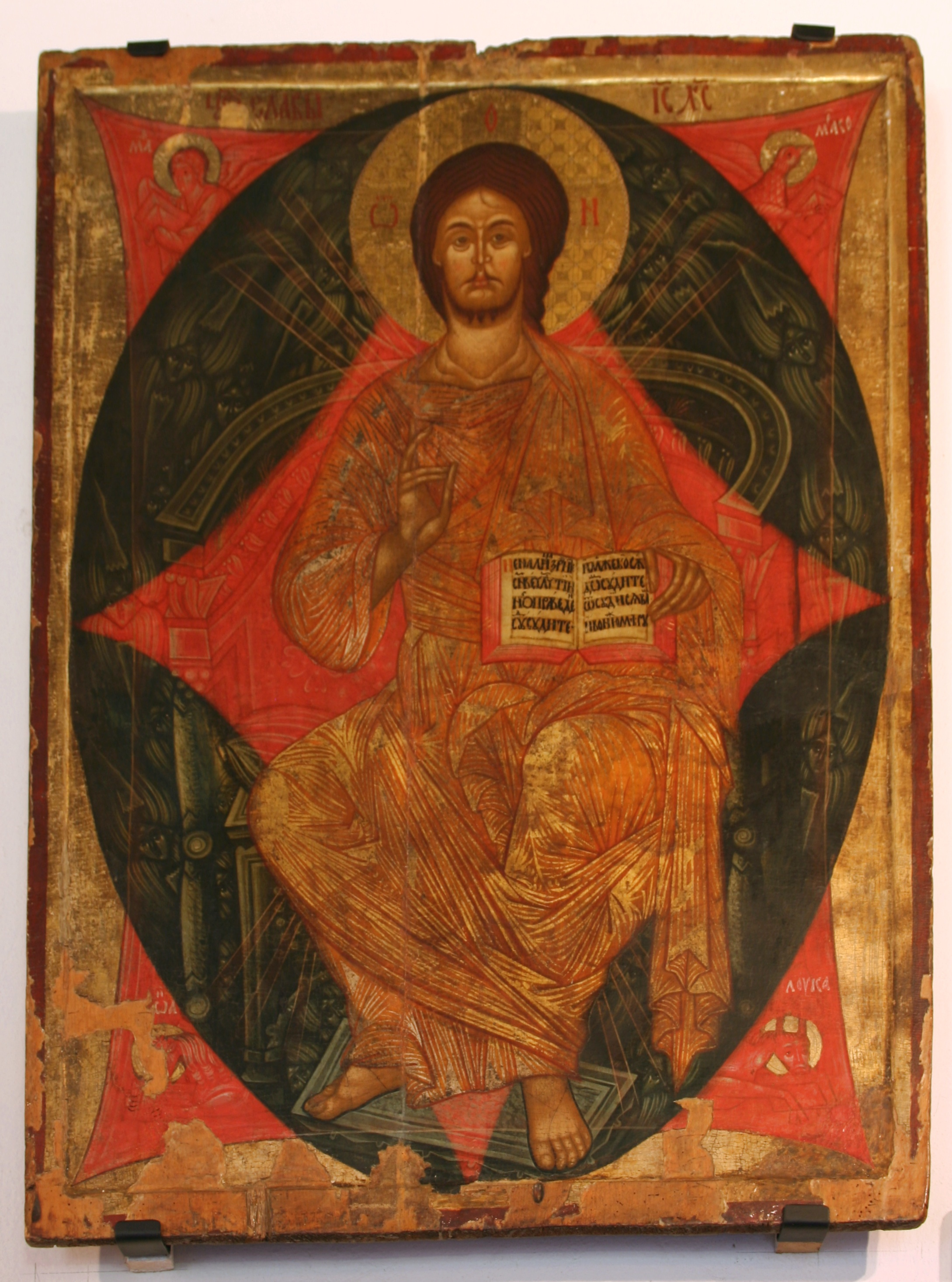
Ikona Spas w siłach z XV wieku

## Symbolika
Romb symbolizuje Boską naturę, która jest "ogniem trawiącym", ogniem prawdy, Ducha. Owal jest symbolem wieczności i sfer niebieskich, czyli aniołów, które otaczają postać Chrystusa. Sam tron i podnóżek tronu z kołami jest obrazem chórów anielskich (tronów i serafinów). Czerwony kwadrat na dole jest symbolem ziemi. W narożnikach kwadratu umieszczone są symbole Ewangelistów (wyobrażenia: anioła (człowieka), lwa, cielca i orła – są to symbole odpowiednio Mateusza, Marka, Łukasza i Jana), co znaczy, że Ewangelia głoszona jest na cztery strony świata.
Czerwony i błękitny kolor szat Chrystusa symbolizuje zjednoczenie Jego dwóch natur, Boskiej i ludzkiej. Niekiedy ma szaty koloru złota, co oznacza promieniowanie Jego chwały Boskiej.
Zbawiciel prawą ręką błogosławi, a w lewej trzyma otwartą księgę – symbol swojej nauki i Prawa.
Ikona ukazuje Chrystusa w wymiarze kosmicznym i eschatologicznym: Chrystus jako Alfa i Omega przyjdzie powtórnie przy końcu czasów jako Sędzia świata; w Chrystusie jako Panu wszelkiego stworzenia i Dawcy życia przy końcu czasów objawi się nowa ziemia i nowe niebo.

## Historia i występowanie
Zbawiciel w siłach umieszczany był w staroruskim ikonostasie w centrum rzędu Deesis. W rosyjskiej ikonografii to przedstawienie znane jest od początku XV w.